# Pune
Pune (marathi: पुणे, tidigare Poona) är en stad i den indiska delstaten Maharashtra. Folkmängden uppgick till lite mer än 3 miljoner invånare vid folkräkningen 2011. Storstadsområdet inkluderar Dehu, Dehu Road Cantonment, Kirkee Cantonment, miljonstaden Pimpri-Chinchwad samt Pune Cantonment och är med sina 6,3 miljoner invånare (2018) delstatens näst största efter Bombay. Pune är administrativ huvudort för ett distrikt med samma namn som staden. 
Ett av den indiska arméns högkvarter ligger i staden. En av världens största motorcykeltillverkare, Bajaj Auto, har sitt huvudkontor i Pune.
Pune är också en historisk stad och var huvudort för Marathariket på 1600-talet. Därefter var det tidvis i Stormogulrikets besittning, men Marattkrigen gjorde slut på detta välde och Pune var åter maratternas huvudstad tills Brittiska Ostindiska Kompaniet tog över 1818.